# NGC 446
NGC 446 = IC 89 ist eine Linsenförmige Galaxie vom Hubble-Typ SB0 im Sternbild Fische auf der Ekliptik. Sie ist rund 247 Millionen Lichtjahre entfernt und hat einen Durchmesser von etwa 145.000 Lichtjahren. Das Objekt ist als Seyfert-2-Galaxie gelistet, einem Typ Aktiver Galaxien.

Im selben Himmelsareal befinden sich u. a. die Galaxien NGC 455 und NGC 462.
Die Galaxie wurde am 23. Oktober 1864 von dem deutschen Astronomen Albert Marth entdeckt.